# Constantí (nom)

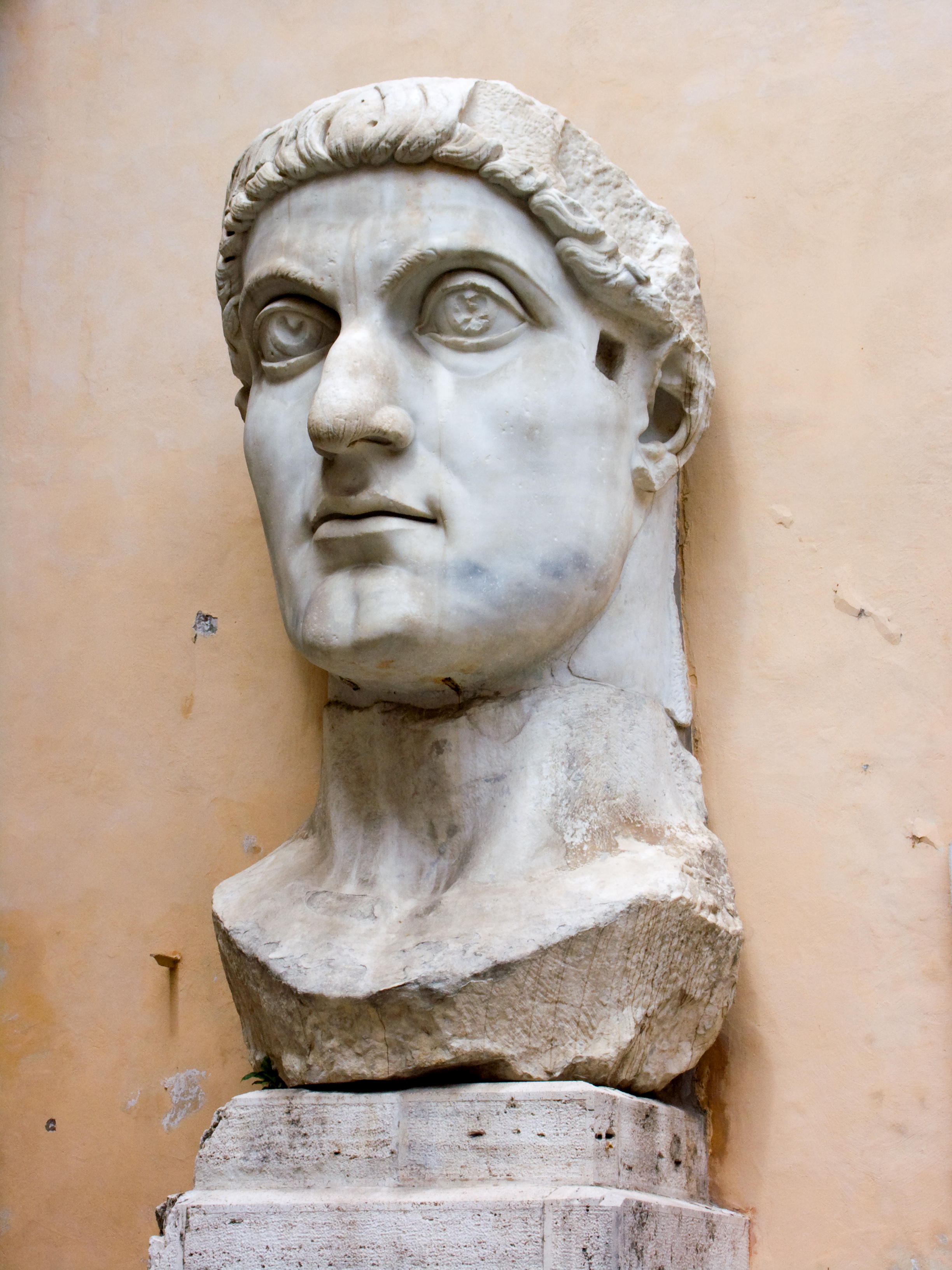
Constantí I el Gran

Constantí és un nom propi masculí d'origen llatí. Prové del llatí Constantinus, "constant, perdurable".

## Santoral
- 27 de juliol: Sant Constantí, màrtir.

### Variants en altres idiomes
| Variantes en otras lenguas | Variantes en otras lenguas  |
| -------------------------- | --------------------------- |
| Albanès                    | Konstandini                 |
| Alemany                    | Konstantin                  |
| Anglès                     | Constantine                 |
| Aragonès                   | Constantín                  |
| Armeni                     | Կոստանդիանոս (Kostandianos) |
| Bretó                      | Kustentin                   |
| Català                     | Constantí                   |
| Croata                     | Konstantin                  |
| Danès                      | Konstantin                  |
| Eslovac                    | Konštantín                  |
| Eslové                     | Konstantin                  |
| Espanyol                   | Constantino                 |
| Esperanto                  | Konstantino                 |
| Euskera                    | Kostandin                   |
| Finlandès                  | Konstantinus                |
| Francès                    | Constantin                  |
| Gallec                     | Constantino                 |
| Georgià                    | კონსტანტინე (Konstantine)   |
| Grec                       | Κωνσταντίνος (Kônstantínos) |
| Holandès                   | Constantijn                 |
| Islandès                   | Konstantínus                |
| Italià                     | Costantino                  |
| Llatí                      | Constantinus                |
| Letó                       | Konstantīns                 |
| Lituà                      | Konstantinas                |
| Noruec                     | Konstantin                  |
| Polonès                    | Konstantyn                  |
| Portuguès                  | Constantino                 |
| Romanès                    | Constantin                  |
| Rus                        | Константин (Konstantin)     |
| Sard                       | Costantìnu                  |
| Serbi                      | Константин (Konstantin)     |
| Sicilià                    | Custantinu                  |
| Suec                       | Konstantin                  |
| Txec                       | Konstantin                  |